# ميدالية ماكس كروفورد
تمنح ميدالية ماكس كروفورد كل عامين من قبل الأكاديمية الأسترالية للعلوم الإنسانية تقديراً "للإنجاز المتميز في العلوم الإنسانية الذي يحققه العلماء الأستراليون الشباب المنخرطون حاليًا في البحث والذين تساهم منشوراتهم في فهم عامة الناس لتخصصهم". يمول بناء على وصية للأكاديمية من قبل الأستاذ الفخري ريموند ماكسويل كروفورد (6 أغسطس 1906 - 24 نوفمبر 1991) وهو الحائز على وسام الإمبراطورية البريطانية ورتبة فاها "الأكاديمية الأسترالية للعلوم الإنسانية" كان مؤرخ أسترالي بارز. وأستاذًا للتاريخ في جامعة ملبورن من عام 1937 إلى عام 1970. ومنذ عام 2019 أصبحت الجائزة سنوية.

## المستلمون
- 2024: أولغا بويتشاك (جامعة سيدني)[4]
- 2023: (تي. جيه. تومسون)[5]
- 2022: لورا سميث-خان (جامعة التكنولوجيا في سيدني)[6]
- 2021: أندري بريت (جامعة وولونغونغ)[7]
- 2020: بيللي غريفيثز (جامعة ديكين)
- 2019: (رونيكا) باور (جامعة ماكواري)[8]
- 2018: ريحان اسماعيل (الجامعة الوطنية الأسترالية)[9] والدكتور آنا تناشوكا (جامعة كانبرة)[10]
- 2016: ديفيد ماكينيس (جامعة ملبورن) والدكتور لويس ريتشاردسون-سلف (جامعة تاسمانيا)[11]
- 2014: توم موراي (جامعة ماكواري)[2]
- 2012: مايكل أوندايتجي (جامعة نيوكاسل) والدكتورة ليزا فورد (جامعة ولاية نيو ساوث ويلز)[2]
- 2010: رولاند بورك (جامعة لا تروب)[2]
- 2008: كيت كروفورد (جامعة نيو ساوث ويلز)[2]
- 2006: كريستوفر هيلارد (جامعة سيدني)[2]
- 2004: كيرستن ماكنزي (جامعة سيدني)[2]
- 2002: غليندا سلوغا (جامعة سيدني)[2]
- 2000: جون هاجيك (جامعة ملبورن)[2]
- 1997: توم غريفيثز (الجامعة الوطنية الأسترالية)[2]
- 1996: ليزلي ستيرلينغ (جامعة ملبورن)[2]
- 1995: نيكولاس توماس (الجامعة الوطنية الأسترالية)[2]
- 1994: جيريمي بارمي (الجامعة الوطنية الأسترالية)[2]
- 1993: هيلاري فريزر (جامعة أستراليا الغربية)[2]
- 1992: جينيت ماكالمان (جامعة ملبورن)[2]